# Mount Fox (Queensland)
Der Mount Fox ist ein Schlackenkegel, der vor 100.000 Jahren 75 Kilometer südwestlich von Inham in Queensland, Australien entstand, und sich heute 120 Meter über das Gelände erhebt.

## Lage
Der Mount Fox liegt im Girringun-Nationalpark. Erreichbar ist der Berg durch das Herbert River Valley im Seaview Range über die gekennzeichnete Abergowrie Road von Trebonne aus.

## Entstehung
Eine starke vulkanische Explosion vor 100.000 Jahren formte den Mount Fox, wie er heute zu betrachten ist. Ein Lavafluss in der Mächtigkeit von zehn Metern floss vom südlichen Ende des Kraters aus, Vulkanische Asche und glühende Lava, die Vulkanische Bomben bildete, flogen durch die Luft. Diese Bomben in unterschiedlicher Größe waren mehr als einen Meter groß und wie Glocken geformt. Sie sind heute noch in den Ablagerungen erkennbar. Da die Lava schnell erkaltete, wurde das Gas in Form von kleinen Blasen in das vulkanische Material eingeschlossen. Die Form des Kraters gilt als idealtypisch, wie auch der Mount Elephant in Victoria.
Heute ist der Mount Fox von Eukalypten teilweise bewachsen und davon umgeben.